# Јован Милошевић
Јован Милошевић (Чачак, 31. јул 2005) српски је фудбалер који тренутно наступа за Партизан, на позајмици из Штутгарта.
У јануару 2025. године Јован Милошевић је представљен као нови играч Партизана. Млади репрезентативац Србије дошао је у Београд на позајмици од годину дана без могућношћу откупа, што је потврђено из Хумске.

## Каријера
Милошевић је прошао млађе категорије новосадске Војводине. Претходно је био члан чачанског Борца. Раду са првим тимом Војводине прикључен је током 2022. године. Дебитовао је на отварању такмичарске 2022/23. у Суперлиги Србије, заменивши на терену Небојшу Бастајића у 66. минуту сусрета са крушевачким Напретком. Милошевић је у јануару 2023. потписао уговор са немачким Штутгартом у трајању до лета 2027. У тренутку потписивања уговора био је малолетан, а према договору у Војводини је остао до краја сезоне. Медији су пренели да је вредност трансфера износила милион и двеста хиљада евра те дванаест одсто обештећења од следеће продаје тог играча. Свој први погодак у професионалној конкуренцији Милошевић је постигао у победи од 4 : 0 над екипом Новог Пазара, 22. априла 2023. Био је стрелац оба поготка домаће екипе на Стадиону Карађорђе после асистенција Ивана Вукчевића, у ремију са Партизаном, на сусрету претпоследњег кола домаћег шампионата. Изабран је за најбољег појединца тог гогађаја.
За Штутгарт је званично дебтовао 12. августа 2023. против екипе Балингена, у оквиру првог кола Купа Немачке. Недељу дана касније наступио је и на отварању такмичарске 2023/24. у Бундеслиги. Средином фебруара наредне године прослеђен је на позајмицу швајцарском суперлигашу Санкт Галену. Дебитовао је у 24. колу Суперлиге Швајцарске, против Винтертура. Тада је постигао погодак у 6. минуру сусрета који је завешен резултатом 2 : 2, али је терен напустио у 34. због повреде.

## Репрезентација
Милошевић је наступао за селекције у узрастима до 15 и 16 година старости. Био је двоструки стрелац у победи над вршњацима из Бугарске на Меморијалном турниру „Миљан Миљанић” у мају 2021. године. У септембру исте године дебитовао је за кадетску репрезентацију Србије, одигравши контролне утакмице са селекцијама Кипра и Северне Македоније. На почетку квалификација за Европско првенство, Милошевић је постигао хет-трик у победи над Лихтенштајном резултатом 11 : 0. По њиховом окончању је, с екипом Србије, остварио пласман на завршни турнир у Израелу. Селектор Радован Кривокапић уврстио га је на коначан списак играча. Србија је у полуфиналу поражена од Холандије након извођења једанаестераца, а Милошевић је окончао турнир као најбољи стрелац, с пет постигнутих погодака. Иако је позиван и у старију генерацију играча, код селектора Јована Дамјановића, Милошевић је за екипу Србије до 18 година старости дебитовао против Италије у септембру 2022. Тада је у двомечу био стрелац једног поготка за свој тим. Касније је позиван и за пријатељске сусрете с Румунијом и Северном Македонијом. Током марта 2023. наступио је на квалификационим утакмицама омладинске репрезентације за Европско првенство. У септембру 2023. добио је позив за учешће на Меморијалном турниру „Стеван Ћеле Вилотић”. Погодио је на његовом отварању, против екипе Мађарке.

## Статистика

### Клупска
Ажурирано 18. августа 2024.
|                         |          |                      |    |    |   |   |    |   |   |   |    |    |  |  |
| Војводина               | 2021/22. | Суперлига Србије     | 0  | 0  | 0 | 0 | —  | — | — | — | 0  | 0  |  |  |
| Војводина               | 2022/23. | Суперлига Србије     | 18 | 3  | 2 | 0 | —  | — | — | — | 20 | 3  |  |  |
| Војводина               | 2023/24. | Суперлига Србије     | 0  | 0  | — | — | —  | — | — | — | 0  | 0  |  |  |
| Војводина               | Укупно   | Укупно               | 20 | 3  | 2 | 0 | —  | — | — | — | 20 | 3  |  |  |
|                         |          |                      |    |    |   |   |    |   |   |   |    |    |  |  |
| Штутгарт                | 2023/24. | Бундеслига           | 5  | 0  | 1 | 0 | —  | — | — | — | 6  | 0  |  |  |
|                         |          |                      |    |    |   |   |    |   |   |   |    |    |  |  |
| Санкт Гален (позајмица) | 2023/24. | Суперлига Швајцарске | 11 | 3  | — | — | —  | — | — | — | 11 | 3  |  |  |
| Санкт Гален (позајмица) | 2024/25. | Суперлига Швајцарске | 5  | 1  | 1 | 0 | 4  | 0 | — | — | 10 | 1  |  |  |
| Санкт Гален (позајмица) | Укупно   | Укупно               | 16 | 4  | 1 | 0 | 4  | 0 | — | — | 21 | 4  |  |  |
|                         |          |                      |    |    |   |   |    |   |   |   |    |    |  |  |
| Партизан (позајмица)    | 2024/25. | Суперлига Србије     | 5  | 3  | 2 | 0 | —  | — | — | — | 7  | 3  |  |  |
| Партизан (позајмица)    | 2025/26. | Суперлига Србије     | 4  | 2  | 0 | 0 | 6  | 4 | — | — | 10 | 6  |  |  |
| Партизан (позајмица)    | Укупно   | Укупно               | 9  | 5  | 2 | 0 | 6  | 4 | — | — | 17 | 9  |  |  |
|                         |          |                      |    |    |   |   |    |   |   |   |    |    |  |  |
| Каријера                | Каријера | Каријера             | 48 | 12 | 6 | 0 | 10 | 4 | — | — | 64 | 16 |  |  |
|                         |          |                      |    |    |   |   |    |   |   |   |    |    |  |  |

### Утакмице у дресу репрезентације
| Репрезентација Србије у узрасту до 15 година старости | Репрезентација Србије у узрасту до 15 година старости | Репрезентација Србије у узрасту до 15 година старости | Репрезентација Србије у узрасту до 15 година старости | Репрезентација Србије у узрасту до 15 година старости | Репрезентација Србије у узрасту до 15 година старости | Репрезентација Србије у узрасту до 15 година старости | Репрезентација Србије у узрасту до 15 година старости | Репрезентација Србије у узрасту до 15 година старости | Репрезентација Србије у узрасту до 15 година старости |
| #                                                     | Датум                                                 | Такмичење                                             | Локација                                              | Домаћин                                               | Резултат                                              | Гост                                                  | Гол                                                   | Реф.                                                  |                                                       |
| ----------------------------------------------------- | ----------------------------------------------------- | ----------------------------------------------------- | ----------------------------------------------------- | ----------------------------------------------------- | ----------------------------------------------------- | ----------------------------------------------------- | ----------------------------------------------------- | ----------------------------------------------------- | ----------------------------------------------------- |
| 1.                                                    | 31. октобар 2019.                                     | Развојни турнир УЕФА                                  | Кућа фудбала, Стара Пазова                            | Србија                                                | 1 : 0                                                 | Црна Гора                                             |                                                       | [ 43 ]                                                |                                                       |
| 2.                                                    | 2. новембар 2019.                                     | Развојни турнир УЕФА                                  | Кућа фудбала, Стара Пазова                            | Србија                                                | 0 : 1                                                 | Израел                                                |                                                       | [ 44 ]                                                |                                                       |
| 2                                                     | Укупан број утакмица и постигнутих погодака           | Укупан број утакмица и постигнутих погодака           | Укупан број утакмица и постигнутих погодака           | Укупан број утакмица и постигнутих погодака           | Укупан број утакмица и постигнутих погодака           | Укупан број утакмица и постигнутих погодака           | 0                                                     |                                                       |                                                       |

| Репрезентација Србије у узрасту до 16 година старости | Репрезентација Србије у узрасту до 16 година старости | Репрезентација Србије у узрасту до 16 година старости | Репрезентација Србије у узрасту до 16 година старости | Репрезентација Србије у узрасту до 16 година старости | Репрезентација Србије у узрасту до 16 година старости | Репрезентација Србије у узрасту до 16 година старости | Репрезентација Србије у узрасту до 16 година старости | Репрезентација Србије у узрасту до 16 година старости | Репрезентација Србије у узрасту до 16 година старости |
| #                                                     | Датум                                                 | Такмичење                                             | Локација                                              | Домаћин                                               | Резултат                                              | Гост                                                  | Гол                                                   | Реф.                                                  |                                                       |
| ----------------------------------------------------- | ----------------------------------------------------- | ----------------------------------------------------- | ----------------------------------------------------- | ----------------------------------------------------- | ----------------------------------------------------- | ----------------------------------------------------- | ----------------------------------------------------- | ----------------------------------------------------- | ----------------------------------------------------- |
| 1.                                                    | 11. мај 2021.                                         | Меморијални турнир „Миљан Миљанић”                    | Кућа фудбала, Стара Пазова                            | Србија                                                | 3 : 0                                                 | Бугарска                                              | Гол · Гол                                             | [ 22 ]                                                |                                                       |
| 2.                                                    | 13. мај 2021.                                         | Меморијални турнир „Миљан Миљанић”                    | Кућа фудбала, Стара Пазова                            | Србија                                                | 2 : 0                                                 | Црна Гора                                             |                                                       | [ 45 ]                                                |                                                       |
| 2                                                     | Укупан број утакмица и постигнутих погодака           | Укупан број утакмица и постигнутих погодака           | Укупан број утакмица и постигнутих погодака           | Укупан број утакмица и постигнутих погодака           | Укупан број утакмица и постигнутих погодака           | Укупан број утакмица и постигнутих погодака           | 2                                                     |                                                       |                                                       |

| Репрезентација Србије у узрасту до 17 година старости | Репрезентација Србије у узрасту до 17 година старости | Репрезентација Србије у узрасту до 17 година старости | Репрезентација Србије у узрасту до 17 година старости | Репрезентација Србије у узрасту до 17 година старости | Репрезентација Србије у узрасту до 17 година старости | Репрезентација Србије у узрасту до 17 година старости | Репрезентација Србије у узрасту до 17 година старости | Репрезентација Србије у узрасту до 17 година старости | Репрезентација Србије у узрасту до 17 година старости |
| #                                                     | Датум                                                 | Такмичење                                             | Локација                                              | Домаћин                                               | Резултат                                              | Гост                                                  | Гол                                                   | Реф.                                                  |                                                       |
| ----------------------------------------------------- | ----------------------------------------------------- | ----------------------------------------------------- | ----------------------------------------------------- | ----------------------------------------------------- | ----------------------------------------------------- | ----------------------------------------------------- | ----------------------------------------------------- | ----------------------------------------------------- | ----------------------------------------------------- |
| 1.                                                    | 14. септембар 2021.                                   | Пријатељска утакмица                                  | ТЦФФСМ, Скопље                                        | Србија                                                | 1 : 1                                                 | Кипар                                                 |                                                       | [ 46 ]                                                |                                                       |
| 2.                                                    | 16. септембар 2021.                                   | Пријатељска утакмица                                  | ТЦФФСМ, Скопље                                        | Северна Македонија                                    | 0 : 5                                                 | Србија                                                |                                                       | [ 47 ]                                                |                                                       |
| 3.                                                    | 21. октобар 2021.                                     | Квалификације за Европско првенство                   | Кућа фудбала, Стара Пазова                            | Србија                                                | 11 : 0                                                | Лихтенштајн                                           | Гол · Гол · Гол                                       | [ 24 ]                                                |                                                       |
| 4.                                                    | 24. октобар 2021.                                     | Квалификације за Европско првенство                   | Кућа фудбала, Стара Пазова                            | Србија                                                | 0 : 2                                                 | Бугарска                                              |                                                       | [ 48 ]                                                |                                                       |
| 5.                                                    | 27. октобар 2021.                                     | Квалификације за Европско првенство                   | Кућа фудбала, Стара Пазова                            | Србија                                                | 1 : 0                                                 | Хрватска                                              |                                                       | [ 49 ]                                                |                                                       |
| 6.                                                    | 10. март 2022.                                        | Пријатељска утакмица                                  | Кућа фудбала, Стара Пазова                            | Србија                                                | 1 : 0                                                 | Босна и Херцеговина                                   |                                                       | [ 50 ]                                                |                                                       |
| 7.                                                    | 23. март 2022.                                        | Квалификације за Европско првенство                   | Стадион у Раденцима                                   | Србија                                                | 3 : 1                                                 | Турска                                                |                                                       | [ 51 ]                                                |                                                       |
| 8.                                                    | 26. март 2022.                                        | Квалификације за Европско првенство                   | Стадион у Раденцима                                   | Словенија                                             | 2 : 2                                                 | Србија                                                |                                                       | [ 52 ]                                                |                                                       |
| 9.                                                    | 29. март 2022.                                        | Квалификације за Европско првенство                   | Стадион у Раденцима                                   | Велс                                                  | 2 : 4                                                 | Србија                                                | Гол · Гол                                             | [ 53 ]                                                |                                                       |
| 10.                                                   | 17. мај 2022.                                         | Европско првенство                                    | Стадион Хаберфелд, Ришон Лецион                       | Србија                                                | 1 : 1                                                 | Белгија                                               | Гол                                                   | [ 54 ]                                                |                                                       |
| 11.                                                   | 20. мај 2022.                                         | Европско првенство                                    | Стадион Хаберфелд, Ришон Лецион                       | Србија                                                | 2 : 1                                                 | Турска                                                | Гол                                                   | [ 55 ]                                                |                                                       |
| 12.                                                   | 22. мај 2022.                                         | Европско првенство                                    | Стадион Хаберфелд, Ришон Лецион                       | Шпанија                                               | 1 : 1                                                 | Србија                                                | Гол                                                   | [ 56 ]                                                |                                                       |
| 13.                                                   | 26. мај 2022.                                         | Европско првенство                                    | Градски стадион, Нес Зиона                            | Данска                                                | 1 : 2                                                 | Србија                                                | Гол                                                   | [ 57 ]                                                |                                                       |
| 14.                                                   | 29. мај 2022.                                         | Европско првенство                                    | Стадион Нетања                                        | Холандија                                             | 2 : 2                                                 | Србија                                                | Гол                                                   | [ 58 ]                                                |                                                       |
| 14                                                    | Укупан број утакмица и постигнутих погодака           | Укупан број утакмица и постигнутих погодака           | Укупан број утакмица и постигнутих погодака           | Укупан број утакмица и постигнутих погодака           | Укупан број утакмица и постигнутих погодака           | Укупан број утакмица и постигнутих погодака           | 10                                                    |                                                       |                                                       |

| Репрезентација Србије у узрасту до 18 година старости | Репрезентација Србије у узрасту до 18 година старости | Репрезентација Србије у узрасту до 18 година старости | Репрезентација Србије у узрасту до 18 година старости | Репрезентација Србије у узрасту до 18 година старости | Репрезентација Србије у узрасту до 18 година старости | Репрезентација Србије у узрасту до 18 година старости | Репрезентација Србије у узрасту до 18 година старости | Репрезентација Србије у узрасту до 18 година старости | Репрезентација Србије у узрасту до 18 година старости |
| #                                                     | Датум                                                 | Такмичење                                             | Локација                                              | Домаћин                                               | Резултат                                              | Гост                                                  | Гол                                                   | Реф.                                                  |                                                       |
| ----------------------------------------------------- | ----------------------------------------------------- | ----------------------------------------------------- | ----------------------------------------------------- | ----------------------------------------------------- | ----------------------------------------------------- | ----------------------------------------------------- | ----------------------------------------------------- | ----------------------------------------------------- | ----------------------------------------------------- |
| 1.                                                    | 21. септембар 2022.                                   | Пријатељска утакмица                                  |                                                       | Италија                                               | 1 : 0                                                 | Србија                                                |                                                       | [ 59 ]                                                |                                                       |
| 2.                                                    | 24. септембар 2022.                                   | Пријатељска утакмица                                  | Стадион у Аквили                                      | Италија                                               | 1 : 2                                                 | Србија                                                | Гол                                                   | [ 60 ]                                                |                                                       |
| 3.                                                    | 25. октобар 2022.                                     | Пријатељска утакмица                                  |                                                       | Румунија                                              | 1 : 1                                                 | Србија                                                | Гол                                                   | [ 61 ]                                                |                                                       |
| 4.                                                    | 27. октобар 2022.                                     | Пријатељска утакмица                                  |                                                       | Румунија                                              | 3 : 1                                                 | Србија                                                |                                                       | [ 62 ]                                                |                                                       |
| 5.                                                    | 25. мај 2023.                                         | Пријатељска утакмица                                  | Кућа фудбала, Стара Пазова                            | Србија                                                | 3 : 0                                                 | Северна Македонија                                    | Гол · Гол                                             | [ 63 ]                                                |                                                       |
| 5                                                     | Укупан број утакмица и постигнутих погодака           | Укупан број утакмица и постигнутих погодака           | Укупан број утакмица и постигнутих погодака           | Укупан број утакмица и постигнутих погодака           | Укупан број утакмица и постигнутих погодака           | Укупан број утакмица и постигнутих погодака           | 4                                                     |                                                       |                                                       |

| Репрезентација Србије у узрасту до 19 година старости | Репрезентација Србије у узрасту до 19 година старости | Репрезентација Србије у узрасту до 19 година старости | Репрезентација Србије у узрасту до 19 година старости | Репрезентација Србије у узрасту до 19 година старости | Репрезентација Србије у узрасту до 19 година старости | Репрезентација Србије у узрасту до 19 година старости | Репрезентација Србије у узрасту до 19 година старости | Репрезентација Србије у узрасту до 19 година старости | Репрезентација Србије у узрасту до 19 година старости |
| #                                                     | Датум                                                 | Такмичење                                             | Локација                                              | Домаћин                                               | Резултат                                              | Гост                                                  | Гол                                                   | Реф.                                                  |                                                       |
| ----------------------------------------------------- | ----------------------------------------------------- | ----------------------------------------------------- | ----------------------------------------------------- | ----------------------------------------------------- | ----------------------------------------------------- | ----------------------------------------------------- | ----------------------------------------------------- | ----------------------------------------------------- | ----------------------------------------------------- |
| 1.                                                    | 22. март 2023.                                        | Квалификације за Европско првенство                   | Тренинг центар Краковије                              | Србија                                                | 1 : 0                                                 | Летонија                                              |                                                       | [ 64 ]                                                |                                                       |
| 2.                                                    | 25. март 2023.                                        | Квалификације за Европско првенство                   | Стадион Гарбарниа, Краков                             | Србија                                                | 1 : 3                                                 | Израел                                                |                                                       | [ 65 ]                                                |                                                       |
| 3.                                                    | 28. март 2023.                                        | Квалификације за Европско првенство                   | Тренинг центар Краковије                              | Пољска                                                | 2 : 2                                                 | Србија                                                |                                                       | [ 66 ]                                                |                                                       |
| 4.                                                    | 7. септембар 2023.                                    | Меморијални турнир „Стеван Вилотић Ћеле”              | Градски стадион, Суботица                             | Србија                                                | 3 : 1                                                 | Мађарска                                              | Гол                                                   | [ 36 ]                                                |                                                       |
| 5.                                                    | 9. септембар 2023.                                    | Меморијални турнир „Стеван Вилотић Ћеле”              | Стадион Милан Средановић, Кула                        | Србија                                                | 3 : 0                                                 | Црна Гора                                             | Гол                                                   | [ 67 ]                                                |                                                       |
| 6.                                                    | 12. септембар 2023.                                   | Меморијални турнир „Стеван Вилотић Ћеле”              | Градски стадион, Суботица                             | Србија                                                | 0 : 1                                                 | Француска                                             |                                                       | [ 68 ]                                                |                                                       |
| 7.                                                    | 11. октобар 2023.                                     | Пријатељска утакмица                                  | Стадион Металца, Горњи Милановац                      | Србија                                                | 5 : 4                                                 | Италија                                               |                                                       | [ 69 ]                                                |                                                       |
| 8.                                                    | 14. октобар 2023.                                     | Пријатељска утакмица                                  | Кућа фудбала, Стара Пазова                            | Србија                                                | 1 : 3                                                 | Италија                                               |                                                       | [ 70 ]                                                |                                                       |
| 9.                                                    | 15. новембар 2023.                                    | Квалификације за Европско првенство                   | Стадион у Албени                                      | Србија                                                | 1 : 0                                                 | Андора                                                |                                                       | [ 71 ]                                                |                                                       |
| 9                                                     | Укупан број утакмица и постигнутих погодака           | Укупан број утакмица и постигнутих погодака           | Укупан број утакмица и постигнутих погодака           | Укупан број утакмица и постигнутих погодака           | Укупан број утакмица и постигнутих погодака           | Укупан број утакмица и постигнутих погодака           | 2                                                     |                                                       |                                                       |

## Трофеји, награде и признања

### Појединачно
- Најбољи стрелац Европског првенства у фудбалу за играче до 17 година старости (2022)[72]